# Livingston (Wisconsin)
Livingston é uma vila localizada no estado norte-americano de Wisconsin, no Condado de Grant e Condado de Iowa.

## Demografia
Segundo o censo norte-americano de 2000, a sua população era de 597 habitantes.
Em 2006, foi estimada uma população de 575, um decréscimo de 22 (-3.7%).

## Geografia
De acordo com o United States Census Bureau tem uma área de
2,7 km², dos quais 2,7 km² cobertos por terra e 0,0 km² cobertos por água.

## Localidades na vizinhança
O diagrama seguinte representa as localidades num raio de 20 km ao redor de Livingston.